# هازلی کراوفورد
هازلی کراوفورد (انگلیسی: Hasely Crawford؛ زادهٔ ۱۶ اوت ۱۹۵۰) دونده سرعت اهل ترینیداد و توباگو بود.
از افتخارات وی میتوان به کسب مدال طلا ۱۰۰ متر در بازی‌های المپیک تابستانی ۱۹۷۶ اشاره کرد.